# ورده (زرندیه)
ورده روستایی است از توابع بخش مرکزی شهرستان زرندیه در استان مرکزی ایران.

## جمعیت
این روستا در دهستان خشکرود قرار دارد و براساس سرشماری مرکز آمار ایران در سال ۱۳۸۵، جمعیت آن ۵۶۲ نفر (۱۶۳ خانوار) است.